# Rökning (matlagning)

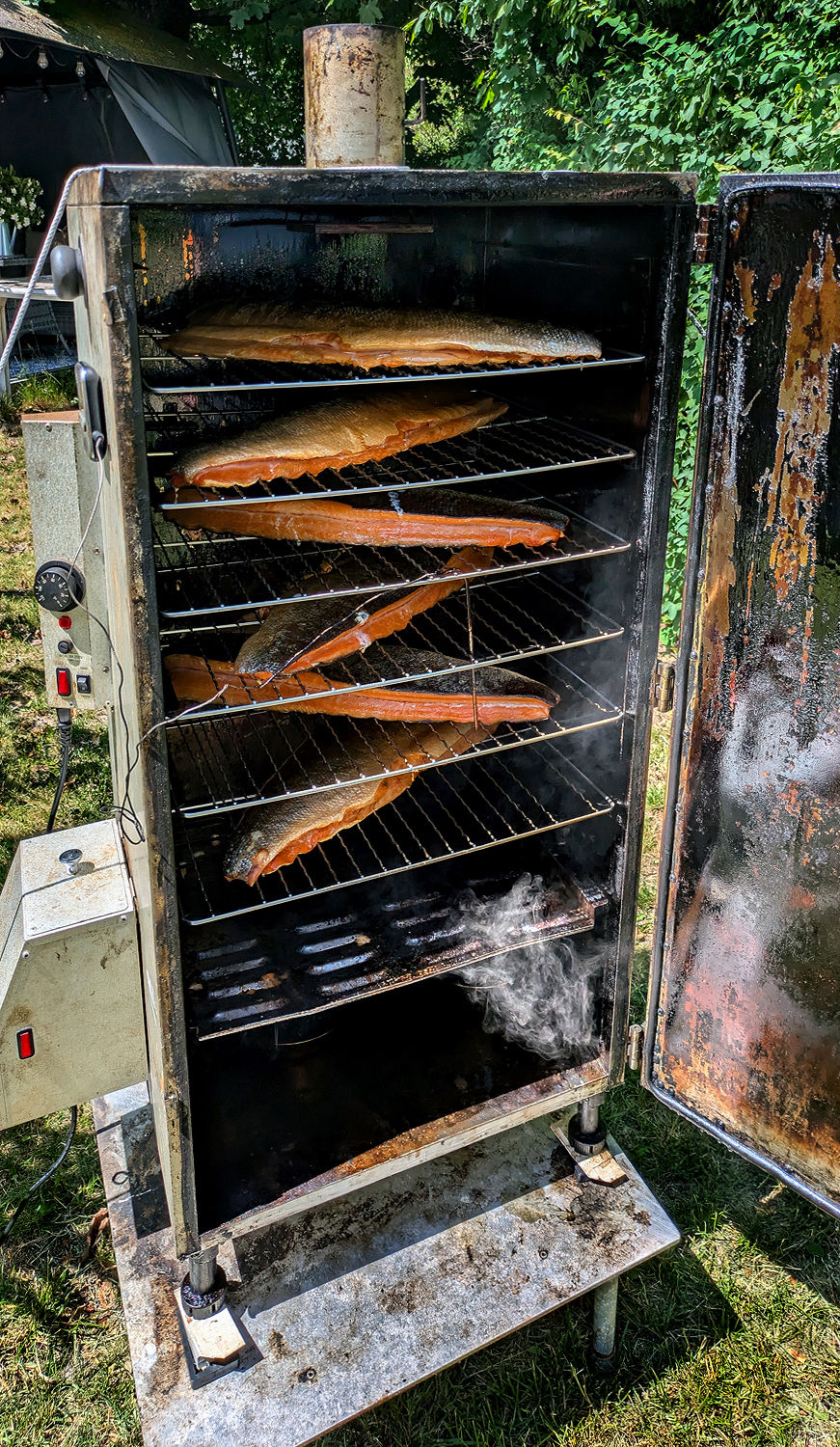
Varmrökning av lax.

Rökning är ett vanligt sätt att konservera och smaksätta livsmedel. Det är en av de äldsta konserveringsmetoderna, vanligtvis använd för fet fisk, skinka och korv. Det förekommer även rökta ostar, kryddor, te med mera. Man skiljer mellan varmrökning som sker vid 70 °C eller varmare samt under kortare tid och kallrökning som sker vid 30 °C eller kallare och under längre tid. Varmrökningen är en tillagningsmetod och har endast en svagt konserverande effekt. Kallrökningen däremot är en konserveringsmetod. Både varmrökning och kallrökning kombineras oftast med saltning. Ett rökeri är en anläggning för rökning av fisk och kött.

## Rökning av fisk
I ett rökeri hänger man upp fiskarna (oftast med en pinne eller krok genom ögonen) eller lägger dem mellan halster, och placerar dem sedan i ett så kallat rökskåp. En bit nedanför rökskåpet anlägger man en eldstad, och röken från denna leds upp i skåpet genom ett rör. Invid eller ovanför elden placerar man dessutom vanligtvis någon särskild typ av trä, vars rök ger en angenäm smak. I nordisk matkultur används traditionsenligt främst ale, men även spån, ved eller bark av till exempel hickory, lönn, körsbärsträd eller en är vanligt.
För hushållsbruk kan man istället för ett rökskåp använda ett uttjänt, väl rengjort oljefat, eller en murad, mindre konstruktion av tegelsten; en så kallad rök. Lämpligtvis anlägger man sin rök utomhus, på grund av den kraftiga rökbildningen. För hushållsbruk kan man också använda en så kallad röklåda. Vid användning av röklåda lägger man det man ska röka i lådan på ett galler med träspån under. Under själva lådan har man en värmekälla, till exempel en brännare med rödsprit.

## Exempel på rökta livsmedel
- Bacon - kallrökt sidfläsk
- Böckling - rökt strömming
- Rökt goudaost
- Lapsang souchong - en tesort
- Chipotle - rökt chilipeppar
- Suovas - rökt renkött
- Gotlandsdricka - ett traditionellt rököl - bryggt med rökt malt